# Aphnaeus
Aphnaeus là một chi bướm ngày thuộc họ Lycaenidae.

## Các loài
- Aphnaeus adamsi Stempffer, 1954
- Aphnaeus affinis Riley, 1921
- Aphnaeus argyrocyclus Holland, 1890
- Aphnaeus asterius Plötz, 1880
- Aphnaeus brahami Lathy, 1903
- Aphnaeus chapini (Holland, 1920)
- Aphnaeus charboneli Bouyer & Libert, 1996
- Aphnaeus coronae Talbot, 1935
- Aphnaeus erikssoni Trimen, 1891
- Aphnaeus flavescens Stempffer, 1954
- Aphnaeus gilloni Stempffer, 1966
- Aphnaeus herbuloti Stempffer, 1971
- Aphnaeus hutchinsonii Trimen, 1887
- Aphnaeus jacksoni Stempffer, 1954
- Aphnaeus jefferyi Hawker-Smith, 1928
- Aphnaeus liberti Bouyer, 1996
- Aphnaeus marshalli Neave, 1910
- Aphnaeus neavei Bethune-Baker, 1926
- Aphnaeus nyanzae Stempffer, 1954
- Aphnaeus orcas (Drury, [1782])
- Aphnaeus questiauxi Aurivillius, 1903
- Aphnaeus williamsi Carcasson, 1964